# Piruvato fosfato diquinase
O piruvato fosfato diquinase ou PPDK é uma enzima da família das transferases que catalisa a reação química
ATP + piruvato + fosfato <=> AMP + fosfoenolpiruvato + difosfato
Essa enzima foi estudada principalmente em plantas, mas também foi estudada em algumas bactérias . É uma enzima chave na gliconeogênese e fotossíntese, responsável pela reversão da reação realizada pela piruvato-quinase na glicólise de Embden-Meyerhof-Parnas. 
Pertence à família das transferases, para ser específico, aqueles que transferem grupos contendo fósforo (fosfotransferases) com aceitadores emparelhados (dicinases). Essa enzima participa do metabolismo do piruvato e fixação de carbono. 

## Nomenclatura
Árvore EC
     2 Transferases
         2.7 Transferência de grupos contendo fósforo
            2.7.9 Fosfotransferases com aceitadores emparelhados
               2.7.9.1 piruvato, fosfato diquinase
Nome aceito: Piruvato, fosfato dikinase.
Nome(s) Alternativo(s): PPDK, Piruvato, ortofosfato dicinase, Piruvato, fosfato dikinase.

Reação catalisada

## Mecanismo de reação
O PPDK catalisa a conversão de piruvato em fosfoenolpiruvato (PEP), consumindo 1 molécula de ATP e produzindo uma molécula de AMP no processo. O mecanismo consiste em 3 reações reversíveis: 
A enzima PPDK se liga ao ATP, para produzir AMP e um PPDK difosforilado.
O PPDK difosforilado liga-se ao fosfato inorgânico, produzindo difosfato e PPDK (mono) fosforilado.
O PPDK fosforilado se liga ao piruvato, produzindo fosfoenolpiruvato e regenerando o PPDK.
A reação é semelhante à reação catalisada pela piruvato-quinase, que também converte o piruvato em PEP.  No entanto, a piruvato-cinase catalisa uma reação irreversível e não consome ATP. Por outro lado, o PPDK catalisa uma reação reversível e consome 1 molécula de ATP para cada molécula de piruvato convertida.
Atualmente, os detalhes de cada etapa mecanicista são desconhecidos 

## As plantas C4 e a concentração de CO2
O PPDK é usado na via C4, para melhorar a eficiência da fixação de dióxido de carbono.  O ciclo C4 foi elucidado na década de 60 do século passado por Marshall Hatch e Roger Slack. A enzima que age como mediadora da reação onde o piruvato é devolvido às células do mesófilo, onde ele é fosforilado, para novamente formar PEP, a piruvato-fosfato-dicinase, tem a ação incomum de ativar um grupo fosfato pela hidrólise de ATP a AMP e PPi. Este PPi é mais uma vez hidrolisado a dois Pi, que é equivalente ao consumo de um segundo ATP. Portanto, o C02 é concentrado nas células da bainha vascular à custa de dois ATP por CO 2.
As plantas C4, que compreendem cerca de 5o/o das plantas terrestres, ocorrem amplamente em áreas não sombreadas de regiões tropicais, porque crescem mais rapidamente sob condições quentes e ensolaradas do que outras plantas, as chamadas plantas C3 (assim chamadas porque elas fixam inicialmente o C02 na forma de ácidos de três carbonos). Em climas mais frescos, onde a fotorrespiração é um fardo menor, as plantas C3 têm vantagem, porque requerem menos energia para fixar o C02. 

## Regulação
O PPDK da planta é regulado pela proteína reguladora de piruvato, fosfato diquinase (PDRP).  Quando os níveis de luz são altos, o PDRP desfosforila Thr456 no PPDK usando AMP, ativando a enzima.  O PDRP desativa o PPDK fosforilando o mesmo resíduo de treonina, usando difosfato. O PDRP é um regulador exclusivo, porque catalisa a ativação e a desativação do PPDK, por meio de dois mecanismos diferentes. 
Pesquisas sobre PPDK de milho sugerem que íntrons, sequências terminadoras e talvez outras seqüências potenciadoras agem cooperativamente para aumentar o nível de mRNA funcional e estável. O cDNA do PPDK foi expresso apenas levemente no arroz transgênico, em comparação com o DNA intato, que teve expressão significativa. 